# Agapetes rubropedicellata
Agapetes rubropedicellata är en ljungväxtart som beskrevs av P.F. Stevens. Agapetes rubropedicellata ingår i släktet Agapetes och familjen ljungväxter. Inga underarter finns listade i Catalogue of Life.